# Promilio
Promilio — викопний рід яструбоподібних птахів родини яструбових (Accipitridae), що існував в Північній Америці у ранньому міоцені. Близький родич сучасного шуліки (Milvus). Викопні рештки птаха знайдено у Флориді і Небрасці.

## Види
- Promilio brodkorbi (Wetmore 1958): Флорида
- Promilio efferus (Wetmore 1923): Небраска, синонім — Proictinia effera
- Promilio epileus (Wetmore 1958): Флорида
- Promilio floridanus (Brodkorb 1956): Флорида